# Paratanytarsus bituberculatus
Paratanytarsus bituberculatus är en tvåvingeart som först beskrevs av Edwards 1929.  Paratanytarsus bituberculatus ingår i släktet Paratanytarsus och familjen fjädermyggor. Arten har ej påträffats i Sverige. Inga underarter finns listade i Catalogue of Life.